# Ал Гор
Алберт Арнолд „Ал” Гор млађи (енгл. Albert Arnold "Al" Gore, Jr.; Вашингтон, 31. март 1948) амерички је политичар. Био је 45. потпредседник САД. Добитник је Нобелове награде за мир 2007. Као бивши сенатор демократа, био је осам година потпредседник САД док је на челу земље био председник Бил Клинтон. Учествовао је у доношењу свих одлука Беле куће; између осталог, заговарао је НАТО бомбардовање СР Југославије 1999. На председничким изборима 2000. био је кандидат Демократске странке за председника САД. Изгубио је од Џорџа В. Буша након контроверзног пребројавања гласова на Флориди. Добио је више гласова бирача од Буша, али на крају је имао мање електорских гласова.
Након завршетка мандата потпредседника 2001. године, Гор је остао истакнут као аутор и активиста за заштиту животне средине, чији је рад у активизму климатских промена донео (заједно са IPCC) Нобелову награду за мир 2007. године. Гор је оснивач и тренутни председавајући Пројекта климатске стварности, саоснивач и председавајући Генерационог инвестиционог менаџмента, сада већ неактивне Current TV мреже, члан управног одбора Епл Инк. и виши саветник Гугла. Гор је такође партнер у компанији за ризични капитал Kleiner Perkins, предводећи њихову групу за решења климатских промена. Он је био је гостујући професор на Државном универзитету Средишњи Тенеси, у школи журнализма Универзитета Колумбија, на Универзитету Фиск и на Универзитету Калифорнија у Лос Анђелесу. Он је био члан управног одбора Светског института за ресурсе.
Гор је поред Нобелове награде за мир (заједничке награде са Међувладиним одбором за климатске промене, 2007) добио Греми награду за најбољи албум изговорене речи (2009) за књигу Незгодна истина, Награду Еми за ударне термине за Current TV (2007), и Веби награду (2005). Гор је такође добио Оскара (2007) за документарни филм Незгодна истина 2006. године, као и његовог наставка из 2017. године Незгодан наставак: Истина за моћ. Годиен 2007, он је проглашен за вицешампиона Тајмове особе године 2007. Године 2008, Гор је освојио награду Дан Дејвид за друштвену одговорност.

## Награде и почасти
Гор је добитник бројних награда, укључујући Нобелову награду за мир (заједно са Међувладиним одбором за климатске промене) 2007. године, Наградом Еми за ударне термине за Current TV 2007. године, Веби наградом 2005. године, наградом Дан Дејвид 2008. и наградом Принцезе од Астурије 2007. за међународну сарадњу. У Америчко филозофско друштво изабран је 2008. Он је такође глумио у документарном филму Незгодна истина из 2006. године, који је 2007. године освојио Оскарову награду за најбољи документарац, и написао књигу Незгодна истина: планетарна ванредна ситуација глобалног загревања и шта можемо учинити с њом, која је освојила Награду Греми за најбољи албум изговорене речи 2009.

## Одабране публикације

### Књиге
- The Future: Six Drivers of Global Change. Random House. 2013. ISBN 978-0812992946.
- Our Choice. Rodale Books. 2009. ISBN 978-1-59486-734-7.
- Know Climate Change and 101 Q and A on Climate Change from 'Save Planet Earth Series', 2008 (children's books)
- Our Purpose: The Nobel Peace Prize Lecture 2007. Rodale Books. 2008. ISBN 978-1-60529-990-7.
- The Assault on Reason. New York: Penguin. 2007. ISBN 978-1-59420-122-6.
- An Inconvenient Truth: The Planetary Emergency of Global Warming and What We Can Do About It. New York: Rodale Books. 2006. ISBN 1-59486-567-1.
- Joined at the Heart: The Transformation of the American Family- (with Tipper Gore). New York: Owl Henry Holt. 2002. ISBN 0-8050-7450-3.
- The Spirit of Family (with Tipper Gore). New York: H. Holt. 2002. ISBN 0-8050-6894-5.
- From Red Tape to Results: Creating a Government That Works Better and Costs Less. Amsterdam: Fredonia Books. 2001. ISBN 1-58963-571-X.
- Gore, Al (1998). Common Sense Government: Works Better & Costs Less: National Performance Review (3rd Report). ISBN 0-7881-3908-8.
- Gore, Albert (1997). Businesslike Government: lessons learned from America's best companies (with Scott Adams). ISBN 0-7881-7053-8.
- Earth in the Balance: Forging a New Common Purpose. Earthscan. 1992. ISBN 0-618-05664-5.
- Putting People First: How We Can All Change America. (with William J. Clinton). New York: Times Books, 1992 .

### Чланци
- "Toward Sustainable Capitalism: Long-term incentives are the antidote to the short-term greed that caused our current economic woes. The Wall Street Journal, June 24, 2010.(With David Blood)
- "We Can't Wish Away Climate Change." The New York Times, February 27, 2010.
- "The Climate for Change." The New York Times, November 9, 2008.
- Vice President Al Gore's introduction to Earthwatch: 24 Hours In Cyberspace. February 8, 1996. 24 Hours in Cyberspace
- "Foreword by Vice President Al Gore." In The Internet Companion: A Beginner's Guide to Global Networking (2nd edition) Архивирано на веб-сајту  (7. август 2011) by Tracy LaQuey, 1994.
- "Introduction. In Silent Spring by Rachel Carson. 1994. New York : Houghton-Mifflin.
- The Climate Change Action Plan. Washington, D.C.: The White House, October 1993 (with William J. Clinton).
- „Infrastructure for the global village: computers, networks and public policy.”. Scientific American Special Issue on Communications, Computers, and Networks,. 265 (3): 150—153. септембар 1991..